# Cavalier Hotel
El Cavalier Hotel es un edificio de hotel histórico en 4200 Atlantic Avenue en Virginia Beach, Virginia. El edificio de siete pisos fue diseñado por Neff y Thompson con un plano de planta en forma de Y y se completó en 1927. La mayoría de sus habitaciones de hotel tenían vistas al océano Atlántico y todas tenían baño privado. El hotel también contó con instalaciones para cenar y oportunidades para ir de compras, así como servicios como piscinas que ahora son características comunes de los hoteles modernos.
Figuras del entretenimiento, del deporte y otras celebridades que se hospedaron en el Cavalier incluyeron a F. Scott Fitzgerald, Zelda Fitzgerald, Bob Hope, Elizabeth Taylor, Judy Garland, Doris Day, Bette Davis, Muhammad Ali, el presidente Harry Truman y el presidente Jimmy Carter. Otros presidentes estadounidenses que pasaron la noche en el Cavalier incluyeron a Herbert Hoover, Dwight Eisenhower, John F. Kennedy y Lyndon Johnson.
El fin de semana del Día de los Caídos en 1929, poco antes de la caída del mercado de valores, el famoso Cavalier Beach Club abrió frente al mar en la parte inferior del Hotel Cavalier y atrajo a grandes bandas de baile como Benny Goodman, Cab Calloway, Glenn Miller y Lawrence Welk. y otros artistas, incluidos Frank Sinatra y Ella Fitzgerald.
El hotel fue construido durante el período de prosperidad conocido como los locos años veinte y fue un elemento importante del desarrollo de Virginia Beach como zona turística. Funcionó con éxito hasta 1942, cuando fue requisado por la Armada de los Estados Unidos como centro de entrenamiento durante la Segunda Guerra Mundial. Fue devuelto a sus dueños en 1945, pero los años perdidos perjudicaron el negocio. La propiedad se utilizó como club privado durante un tiempo en las décadas de 1950 y 1960, y finalmente reabrió como hotel. Fue incluido en el Registro Nacional de Lugares Históricos en 2014. 
La propiedad del hotel se vendió en 2013 por orden judicial y los nuevos propietarios comenzaron una extensa renovación y restauración de la estructura con una apertura prevista para el verano de 2016. Debido a reparaciones imprevistas, los propietarios anunciaron en abril de 2016 que la apertura se retrasaría hasta 2017. La demolición y el trabajo adicionales agregaron $ 24 millones a la estimación original de $ 50 millones. El trabajo se completó a fines de 2017 y la instalación abrió en la primavera de 2018 con 62 habitaciones y 23 suites, menos que las 135 originales. El hotel también conservó 21 de sus 350 acres (141,6 ha).
En lo que había sido un terreno baldío al norte del hotel, los propietarios construyeron una urbanización. En 2015, demolieron el Cavalier Oceanfront Hotel, al otro lado de Atlantic Avenue, y comenzaron a construir un nuevo hotel, cuya apertura está programada para 2020. También tienen planes para un tercer hotel en el complejo.
Abrió oficialmente el miércoles 7 de marzo de 2018 con un evento de "Gran Revelación" en la propiedad histórica. The Virginian-Pilot informó que "Alrededor de 100 personas se reunieron al anochecer en el camino de ladrillos mientras se encendían las luces que iluminaban el hotel. Después de cuatro años de trabajos de restauración que costaron $ 81 millones, la "Grande Dame" está de vuelta".
Además de los $ 85 millones agregados en renovaciones, el hotel Cavalier también atrae a turistas por su valor histórico embrujado. El Cavalier ganó esta reputación embrujada a principios de la década de 1920 cuando el fundador de Coors Beer, Adolph Coors, fue encontrado muerto cuando saltaba desde el sexto piso del hotel. Desde entonces, ha habido informes de huéspedes del hotel sobre voces escalofriantes, silbidos de gatos e incluso fantasmas caminando por el pasillo del sexto piso. 

Vista aérea desde el sureste en 1985
El Cavalier Oceanfront en 1985; demolido en 2015
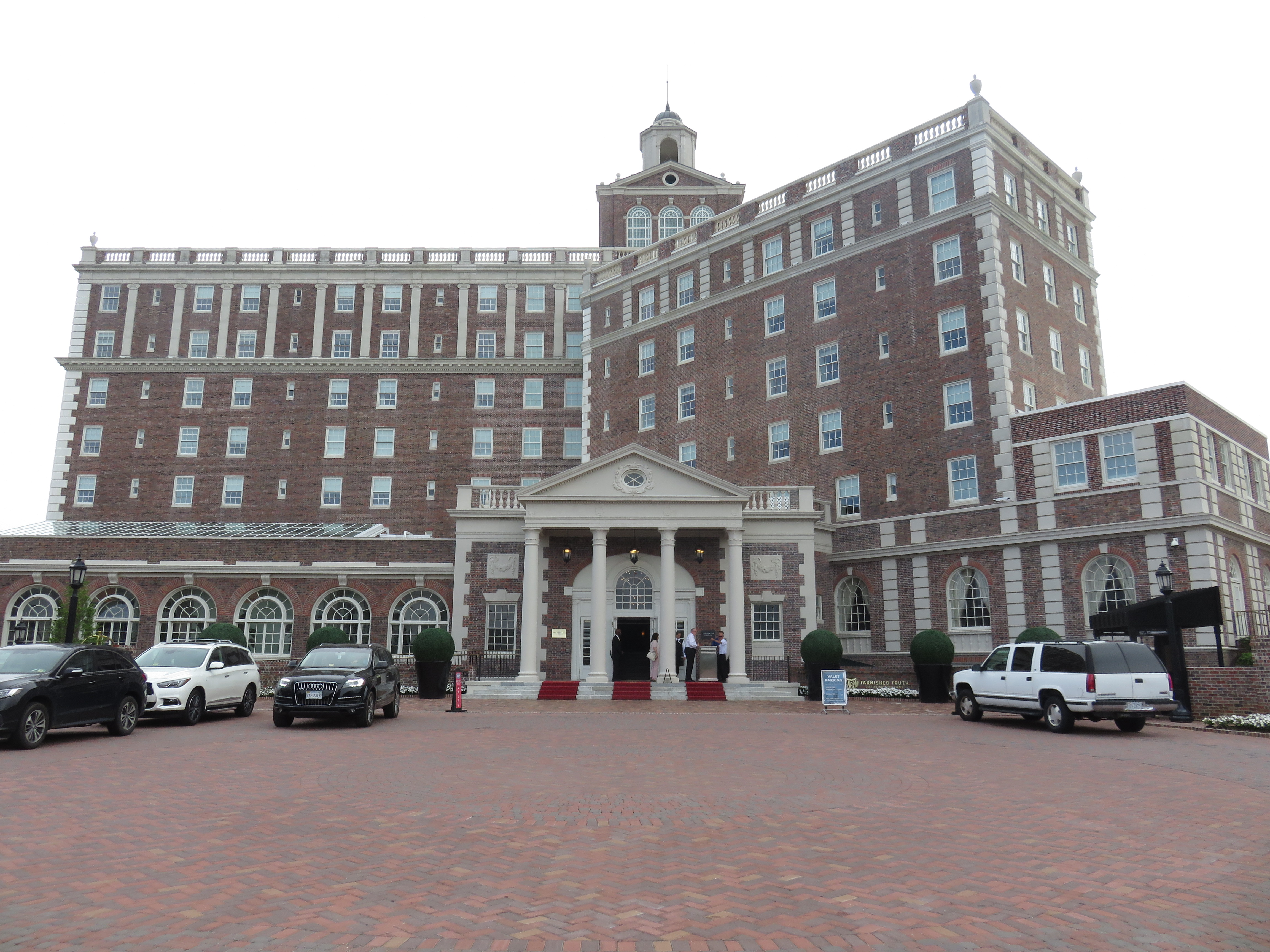
Fachada norte en 2018
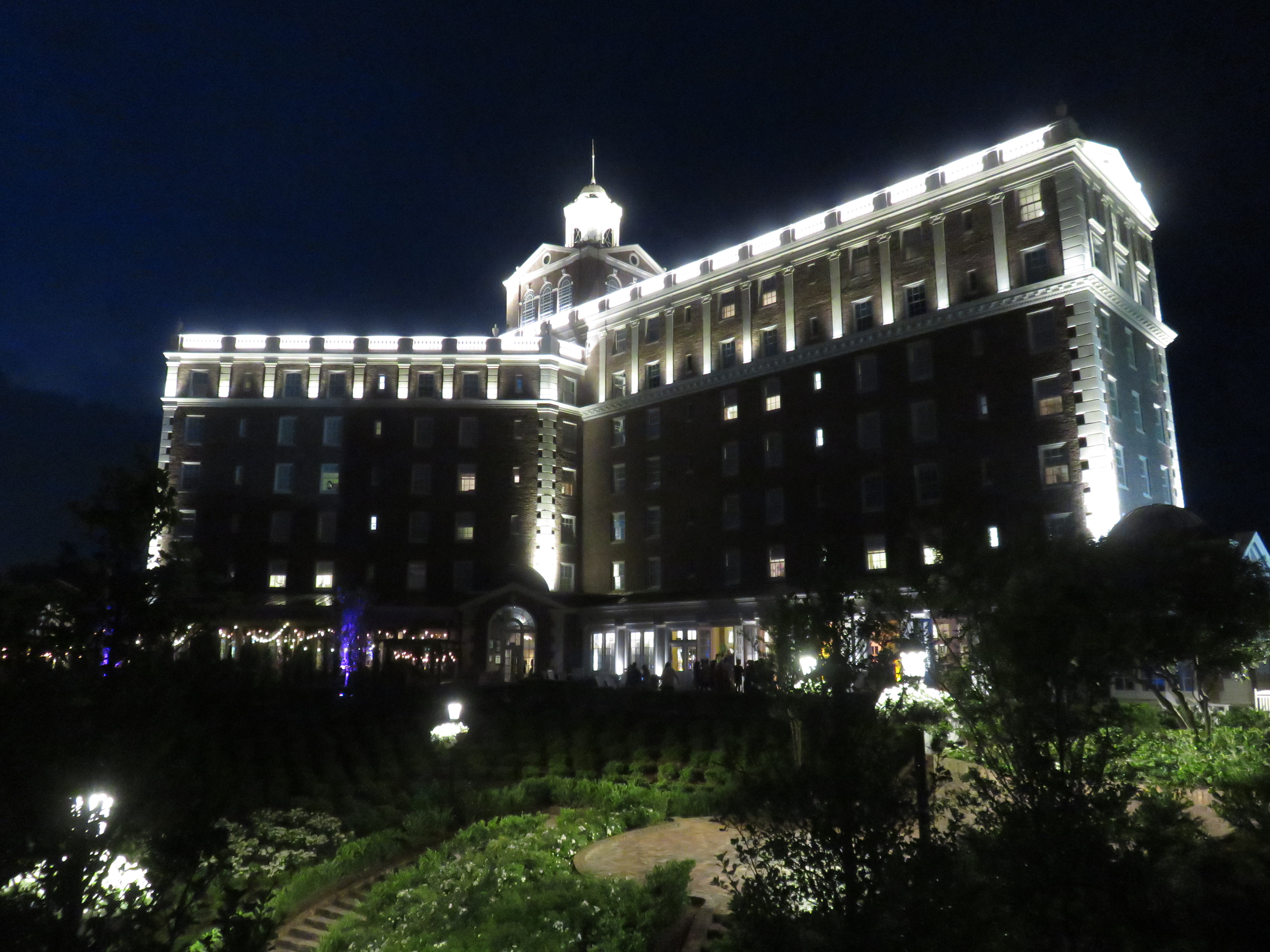
Hotel de noche en 2018
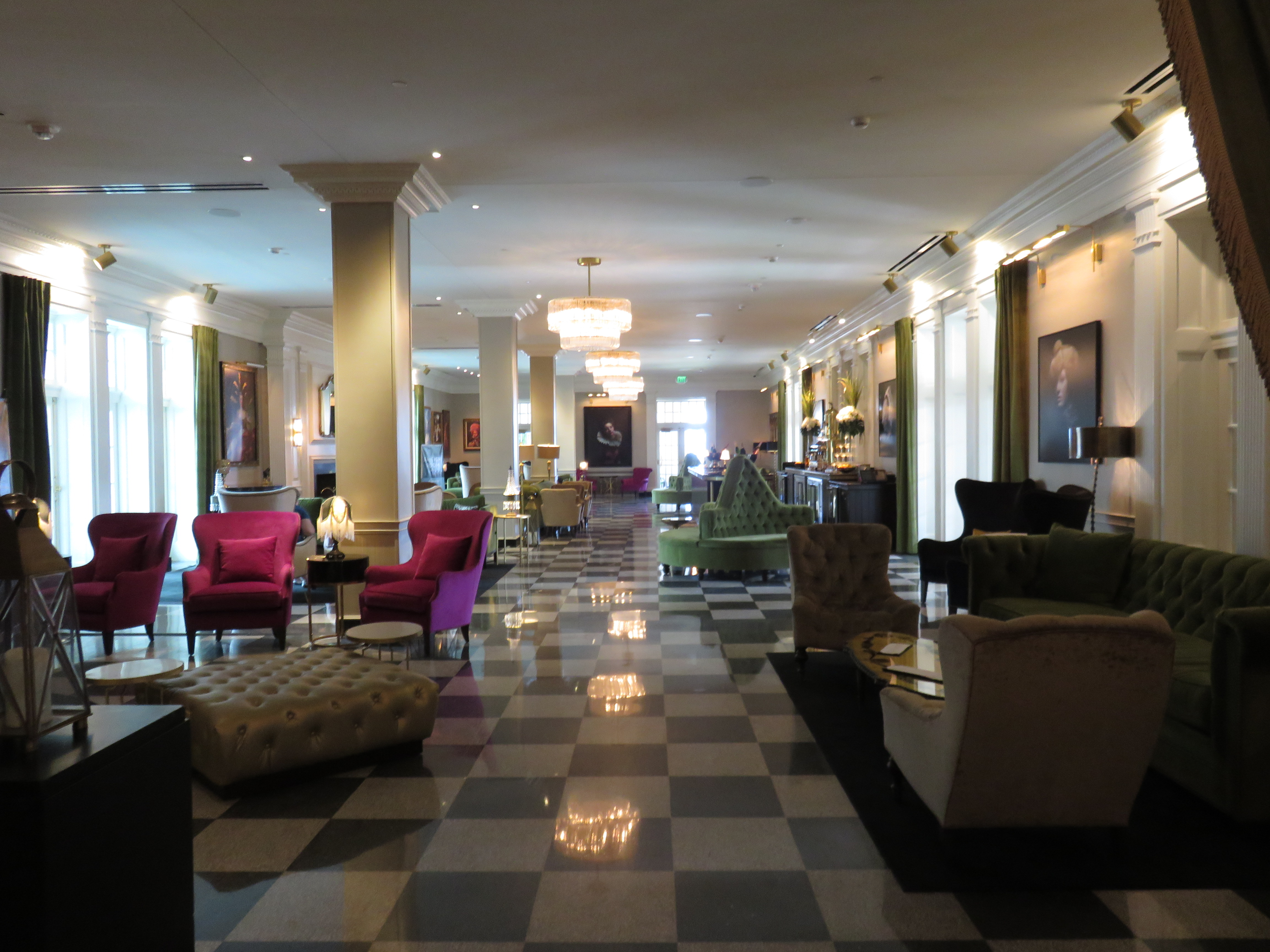
Gran salón en 2018
Piscina en 1985

- Lista de hoteles históricos de América
- Listados del Registro Nacional de Lugares Históricos en Virginia Beach, Virginia